# Hyperythra flavata
Hyperythra flavata là một loài bướm đêm trong họ Geometridae.